# Metafísica de la expresión
Metafísica de la Expresión es un libro de filosofía escrito por Eduardo Nicol y publicado en México en 1957 
En la Metafísica de la Expresión, Nicol apunta que:

«La teoría del hombre como ser de la expresión no ha de fundarse en una ontología previamente establecida, sino que, por el contrario, la metafísica de la expresión es la base originaria en que debe asentarse la ontología como investigación fenomenológica de la forma de ser de los entes» Pag. 210

La expresión es la única «constante ontológica». De ahí que Nicol estructure esta obra sobre tres epígrafes: «El que expresa», «Lo que expresa» y «Cómo expresa». Tras largo excurso por la metafísica tradicional, se siente decepcionado de la vieja ciencia del ser y de «la nulidad epistemológica» de la teoría de los trascendentales del ser. La única metafísica que considera factible es aquella que «pueda organizarse fenomenológicamente» (pag. 46). La verdad es dialógica y es «sobre todo una expresión», más que una conformidad con la realidad; el hombre expresa primaria y fundamentalmente la forma común del ser: el ser humano como ser de comunidad; «en un sentido radical, toda expresión es simbólica» (pag. 352); Nicol muestra la interdependencia e interconexión de sentido entre las distintas formas simbólicas. El método fenomenológico usado por él muestra lo «latente en los fenómenos mismos», pero no analiza lo transfenoménico, el fundamento de todo fenómeno que se impone a la razón.
- El contenido de este artículo incorpora material de la Gran Enciclopedia Rialp que mediante una autorización permitió agregar contenidos y publicarlos bajo licencia GFDL. La autorización fue revocada en abril de 2008, así que no se debe añadir más contenido de esta enciclopedia.

- Datos: Q6011609